# Christophe Le Mével
Christophe Le Mével (Lannion, 11 september 1980) is een Frans voormalig wielrenner.

## Carrière
Christophe Le Mével werd beroepswielrenner in 2002 bij Crédit Agricole. In zijn eerste profseizoen kwam hij zwaar ten val tijdens de Vierdaagse van Duinkerke, waarbij een zenuw in zijn heup werd doorgesneden. Le Mével mist nog altijd het gevoel in een deel van zijn voet. Echte resultaten kwamen daarom ook pas vanaf 2003 toen hij het bergklassement in de Ronde van de Toekomst won, een wedstrijd waarin hij een jaar later derde in het eindklassement zou worden. In 2005 behaalde hij zijn eerste zege als professional en niet de minste: de zestiende etappe in de Ronde van Italië, voor de Belg Christophe Brandt. Daarnaast sprokkelde hij tal van ereplaatsen in rittenkoersen zoals de Tour de France.
Op 11 november 2014 maakte hij bekend te stoppen met professioneel wielrennen. 

## Belangrijkste overwinningen
2001
- Eindklassement Ronde van de Isard

2005
- 16e etappe Ronde van Italië

2009
- 10e in de Tour de France

2010
- 2e etappe Ronde van de Haut-Var
- Eindklassement Ronde van de Haut-Var
- op het Franse kampioenschap op de weg

## Resultaten in voornaamste wedstrijden
| Jaar | Ronde van Italië | Ronde van Frankrijk | Ronde van Spanje |
| ---- | ---------------- | ------------------- | ---------------- |
| 2002 |                  |                     |                  |
| 2005 | 26e (1)          |                     | 66e              |
| 2006 |                  | 75e                 |                  |
| 2007 |                  | opgave              |                  |
| 2008 |                  | 40e                 |                  |
| 2009 |                  | 9e                  |                  |
| 2010 |                  | 42e                 | 13e              |
| 2011 | 14e              |                     | 40e              |
| 2012 |                  |                     | 31e              |
| 2013 |                  | opgave              |                  |
| 2014 |                  |                     | 22e              |

| Jaar | Milaan-San Remo | Amstel Gold Race | Luik-Bast.‑Luik | Ronde van Lombardije | Waalse Pijl | Clásica San Sebastián |  | WK op de weg |  | Wereldranglijsten |
| ---- | --------------- | ---------------- | --------------- | -------------------- | ----------- | --------------------- |  | ------------ |  | ----------------- |
| 2002 |                 |                  |                 |                      | 148e        |                       |  |              |  |                   |
| 2005 | 46e             | 92e              | 41e             |                      | 22e         |                       |  | 47e          |  | 150e (UPT)        |
| 2006 | 50e             |                  | 92e             | 74e                  | 141e        |                       |  | 23e          |  |                   |
| 2007 |                 |                  |                 |                      |             |                       |  |              |  |                   |
| 2008 |                 |                  |                 |                      |             |                       |  |              |  |                   |
| 2009 | 162e            |                  |                 |                      | 45e         | 13e                   |  | 93e          |  | 79e (UWK)         |
| 2010 |                 |                  | 42e             |                      | 14e         | 22e                   |  |              |  | 135e (UWK)        |
| 2011 |                 |                  | 40e             | 34e                  | 9e          |                       |  |              |  | 117e (UWT)        |
| 2012 |                 |                  | 48e             |                      |             | 4e                    |  |              |  | 91e (UWT)         |
| 2013 |                 |                  | 71e             |                      |             |                       |  |              |  |                   |
| 2014 |                 |                  |                 |                      |             |                       |  |              |  |                   |